# Clemente Maria Hofbauer
Clemente Maria Hofbauer, conhecido também pelo seu nome moraviano de Pavel Dvorák, foi um eremita, religioso e santo canonizado pela Igreja Católica. É considerado o propagador da Congregação do Santíssimo Redentor.

## História
Teve destacada atuação contra o estabelecimento de uma "Igreja Nacional Germânica" e contra o josefismo, que queria o controle secular do clero e da Igreja. 

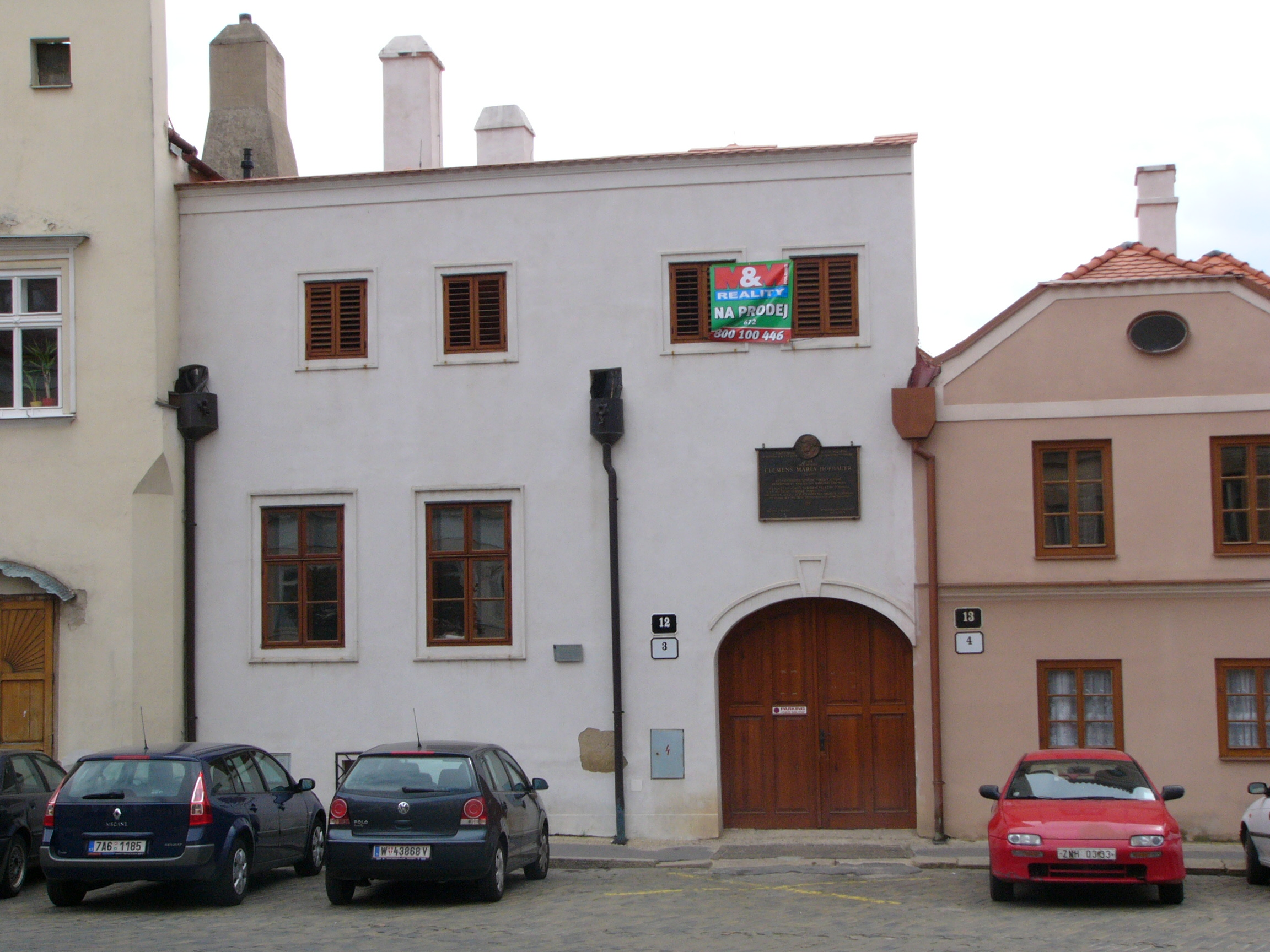

## Biografia
Hofbauer nasceu na festa de Santo Estêvão e era o nono dos doze filhos de Maria e Paulo Hofbauer. Foi batizado no dia seguinte, foi-lhe dado o nome de Pavel ("João"), pelo qual foi conhecido por mais de vinte anos até ingressar no eremitério e tomar o nome de Clemente.
Veio de uma família pobre, tinha poucas hipóteses de ir para um seminário ou de ingressar numa ordem religiosa. Desde cedo começou a estudar latim, o que fez até aos 14 anos de idade. Impossibilitado de continuar estudando para o sacerdócio, dedicou-se a aprender uma profissão. Foi enviado para aprender a profissão de padeiro numa padaria em 1767. Em 1770 foi trabalhar numa padaria de um mosteiro Premonstratense, o mosteiro dos Monges Brancos em "Kloster Bruck". Nessa época os efeitos da guerra e a fome eram sentidos e muitos desabrigados procuraram o mosteiro por ajuda. Hofbauer trabalhou dia e noite para socorrer a gente pobre que batia à sua porta.

## Canonização
É considerado padroeiro de Viena, por decisão do Papa Pio X, em 1914. Fora canonizado pelo mesmo papa em 1909.